# غودفروا فيندلين
غودفروا فيندلين (بالفرنسية: Godefroy Wendelin)‏ (و. 1580 – 1667 م) هو عالم فلك من بلجيكا .
توفي في غنت، عن عمر يناهز 87 عاماً.